# Mykines
 (novembre 2024).
Si vous disposez d'ouvrages ou d'articles de référence ou si vous connaissez des sites web de qualité traitant du thème abordé ici, merci de compléter l'article en donnant les références utiles à sa vérifiabilité et en les liant à la section « Notes et références ».
Mykines [ˈmi:tʃʰɪneːs] (en danois : Myggenæs) est l'île la plus occidentale de l'archipel des Féroé et est connue pour être le paradis des oiseaux.
Il n'y a qu'un village sur l'île éponyme Mykines bygd (en français : « Mykines-Village »). Jusqu'à la fin de 2004, l'île constituait une commune à part entière avant d'être rattachée à celle de Sørvágs.
Jusqu'à la première moitié du XXe siècle encore, Mykines fut l'une des plus grosses communes de l'archipel. Du fait de sa situation isolée elle s'est toujours un peu plus dépeuplée, si bien qu'actuellement seule une douzaine d'habitants y réside en permanence. Par contre, en été, un certain nombre de Féroïens viennent habiter ce qui est le village de leurs ancêtres.
Mykines possède aussi un cheptel de 1 200 moutons.
L'île est désignée site Ramsar depuis le 31 mai 2012.

## Démographie
| Année | Habitants |
| ----- | --------- |
| 1769  | 61        |
| 1870  | 114       |
| 1890  | 154       |
| 1925  | 179       |
| 1940  | 170       |
| 2004  | 19        |
| 2006  | 20        |

## Géographie et Tourisme
Mykines se trouve à l'ouest de l'île de Vágar. Un pont piétonnier (surnommé Pont de l'Atlantique) conduit le visiteur vers l'îlot de Mykineshólmur.
De même que sur l'île de Suðuroy, on y trouve les plus hauts - entre 20 et 50mètres - conglomérats de basalte de tout l'archipel. Les falaises de Mykines sont parmi les plus riches en nombre d'oiseaux au monde.

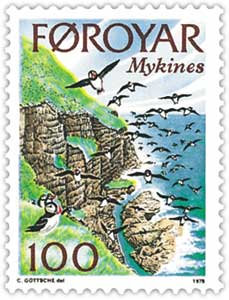
La côte nord de Mykines héberge en particulier de nombreux oiseaux. Des macareux sur un timbre de 1978
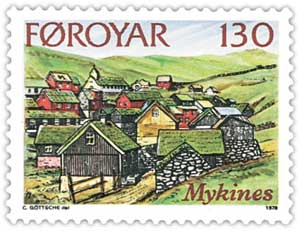
Le village de Mykines sur un timbre de 1978

La partie ouest de l'île possède deux grandes vallées: Borgardalur et Kálvadalur. Au nord se trouve celle de Korkadalur, où l'on peut voir des colonnes de basalte, appelées steinskógir (forteresses de pierre). Le point culminant, Knúkur, s'élève à 560 mètres.
Il n'y a aucune automobile sur l'île. Les seuls engins motorisés que l'on peut parfois apercevoir sont des quads. Au sud du village, il est possible de planter sa tente au bord d'un ruisseau. En été, l'île est régulièrement reliée par bateau au village de Sørvágur.
Toutefois, il existe durant toute l'année une liaison par hélicoptère avec les services de la compagnie Atlantic Airways depuis l'aéroport de Vágar, situé à 2 km de Sørvágur.
Néanmoins, Mykines est souvent coupée du monde extérieur en raison du temps très changeant qui peut s'y profiler. Soit les vagues, importantes, empêchent toute embarcation d'accéder au port très étroit de l'île, soit le brouillard ne permet pas aux hélicoptères de décoller.

## Histoire et culture
Une légende féroïenne raconte qu'autrefois Mykines semblait une île flottante, et, qu'en y regardant de plus près, on l'aurait vue sortir des flots telle une gigantesque baleine. Un courageux pêcheur avait dû ensuite essayer d'attirer ladite baleine dans ses filets qu'il jeta ensuite au fumier. Se forma un gros tas de fumier ; ainsi l'île avait le nom de « Nez de fumier ». L'étymologie réelle du nom est bien sûr incertaine. Une explication simple serait l'origine féroïenne Mikið nes (« grande langue de terre »). Une autre théorie prône une origine gaëlique : muc-innis (« l'île-cochon »).
Des recherches botaniques démontrent qu'en 625 déjà on cultivait l'avoine sur Mykines. On suppose que Mykines appartint aux premières colonies de moines irlandais qui ont découvert les îles Féroé et s'y sont installés. On suppose aussi que ce mythique paradis des oiseaux est le même que celui que le moine irlandais Saint Brendan (489-580) aurait découvert selon ce qui est relaté dans l'écrit Navigatio Sancti Brendani.
La légende dit que les colonnes de basalte du Nord seraient les vestiges d'une forêt pétrifiée jadis présente sur l'île. Le roi norvégien Olaf Haraldsson aurait eu connaissance de cette forêt et aurait exigé à ce propos d'énormes impôts des habitants. Ces derniers refusèrent et prétendirent qu'il n'y avait aucune forêt ; dès lors celle-là se transforma en pierre. Bien que ce roi de Norvège ne se rendit jamais aux îles Féroé, il est honoré lors de la fête nationale féroïenne, l'Ólavsøka.
Vers la fin du XVIe siècle se produisit la plus grande catastrophe maritime de l'histoire des îles Féroé, environ 50 bateaux de Mykines se retrouvèrent en très grande difficulté et coulèrent après avoir été surpris par une terrible tempête. À peu près 200-300 hommes, représentant toutes les forces de travail de l'île, y laissèrent leur vie. L'année exacte n'est pas connue mais on sait seulement que l'événement intervint un 25 avril.
En 1667 un bateau hollandais s'échoua sur la côte de Mykines. Il ne put être remis à l'eau et les marchandises à bord furent vendues au village. En 1750 un bateau venant de Derry connut le même sort. Les hommes échappèrent tout juste à une catastrophe et purent se sauver vers Saksun sur l'île de Streymoy.
En 1778 les habitants obtinrent un privilège particulier de la part du Monopole d'État de l'archipel. Comme les habitants de l'île de Suðuroy, ils furent traités plus favorablement en raison du long trajet qu'ils devaient parcourir pour acheter certains produits. En 1819 un bateau qui dérivait sans aucune personne à bord s'échoua sur Mykines. Ce fut un cadeau pour le moins bienvenu. En effet, l'île dénuée d'arbres ne pouvait offrir aux habitants le moindre bois de construction.
L'église du village a été détruite en 1863 par une tempête, reconstruite en 1877, à nouveau détruite puis rebâtie jusqu'en 1879. Elle se dresse encore aujourd'hui. En 1896, l'école ouvrit.
Le 11 mai 1894 mourut la femelle albatros à sourcils noirs de Johannes Frederik Joensen (le père du peintre Sámal Joensen Mikines) qui vivait ici depuis exactement 34 ans seule avec les fous de Bassan, après qu'elle se fut égarée aux îles Féroé. Cela avait été jusque-là le seul albatros de l'archipel. Cette femelle volait toujours avec les fous de Bassan et suivait également leur voyage annuel. Pour les habitants, cet animal était vénéré comme étant le  Roi des fous de Bassan  (Súlukongur) (d'ailleurs le fou de Bassan lui-même est considéré comme le  Roi des oiseaux de l'archipel ) et par conséquent ce terme est simultanément devenu le mot signifiant albatros en féroïen et figure à ce titre dans les dictionnaires.
Le 26 janvier 1895, se produisit un autre naufrage d'un bateau de Mykines où périt l'ensemble de l'équipage soit six hommes. Le phare de Mykineshólmur, chargé de rendre le trafic en mer plus sûr, a été inauguré en 1909.
Le 1er octobre 1911 la commune de Mykines devint son propre "district". Cependant le 1er janvier 2005, du fait de son faible nombre d'habitants, Mykines fut rattachée à la commune de Sørvágur. En 1927, Mykines se dota de sa propre piscine, une sorte de bassin à l'air libre jouxtant le ruisseau qui coule à travers le village. Grâce à la présence du phare, l'île fut la première de l'archipel à obtenir le téléphone, ce en l'année 1928.
Le 7 mars 1934 survint une énième catastrophe maritime. Les deux chaloupes Nólsoy de Tórshavn et Neptun de Vestmanna coulèrent aux abords de l'île probablement en raison d'une collision. Les 43 hommes formant l'équipage des bateaux décédèrent, dont huit originaires de Mykines. Un monument érigé dans le village rappelle ce tragique incident, de même que des plaques en marbre commémoratives dans l'église. La tristesse imprégnant cette époque est admirablement restituée dans les toiles du célèbre peintre local Sámal Joensen Mikines.
Durant la Seconde Guerre mondiale, alors que l'archipel était occupé  par le Royaume-Uni, les phares du pays faisaient l'objet d'attaques aériennes de la part de l'armée allemande. Le 8 août 1941, l'une d'elles causa plusieurs dommages dans le village sans que la mort d'un homme ne fut à déplorer. La même année une mine marine dériva jusque dans le port de Mykines et explosa. Les hangars à bateaux subirent quelques dommages. En 1943, le port fut renforcé par une môle de béton servant de brise-lames. En 1950, un second brise-lames fut construit. Dans les deux cas le béton nécessaire à cette entreprise fut mélangé à la main. En 1961, fut initiée la construction - qui durera trois décennies - d'une rampe d'accès au port pour bateaux. En 1968, on inaugura la petite centrale électrique. La même année, la reine Margrethe II visita l'île en compagnie de son époux le Prince Henrik du Danemark.
Le 26 septembre 1970 survint la plus grande catastrophe aérienne jamais produite aux îles Féroé. Un avion islandais en provenance de Bergen en approche sur l'aéroport de Vágar s'écrasa en raison du très mauvais temps. Huit des 34 passagers périrent. Le sauvetage des personnes grièvement blessées s'avéra extrêmement difficile. Les survivants furent transportés par hélicoptère. Une plaque commémorative, installée dans l'église, fut offerte par la compagnie d'aviation islandaise.
Depuis 1981, Mykines était régulièrement accessible par ligne d'hélicoptère de la société de ferry Strandfaraskip Landsins. Plus tard, c'est la compagnie "nationale" d'aviation Atlantic Airways qui a repris ce service. Le premier ministre danois Anker Jørgensen fut l'un des premiers passagers, lorsqu'il utilisa ce moyen de transport pour rejoindre l'île. En 1990, les chemins du village ont été goudronnés. Le 20 juin, la reine Marguerite II et le Prince Henrik visitèrent l'île pour la deuxième fois. Le 9 août 1999, ce fut au tour du Premier ministre Poul Nyrup Rasmussen et de son homologue groenlandais Jonathan Motzfeldt. En 2001 finalement, le président islandais Ólafur Ragnar Grímsson découvrit l'île.
En 1940, 170 habitants encore vivaient au village et formaient l'une des communes la plus peuplées de l'archipel.
Mykines fut la patrie du peintre féroïen Sámal Joensen Mikines (1906-1979). Son atelier Kristianshús est depuis 1992 une auberge aux jolis murs bleus avec 40 lits. En 1938, l'ethnologue Erich Wustmann passa son été sur Mykines en y tournant un film (Tollkühne Färinger) et en publiant ensuite deux livres (Tollkühne Färinger, 1939, et Paradies der Vögel, 1949), dans lesquels il décrit la vie des 180 habitants de l'époque ainsi que celle des nombreux oiseaux qui résident sur l'îlot.
En décembre 2005, la commune de Sørvágur a approuvé un projet consistant en la construction d'une nouvelle auberge ainsi que d'un musée d'art. Ce musée mettra en particulier en lumière la vie et l'œuvre de Sámal Joensen Mikines, sur lequel la plupart des visiteurs posent souvent des questions.

## Les oiseaux

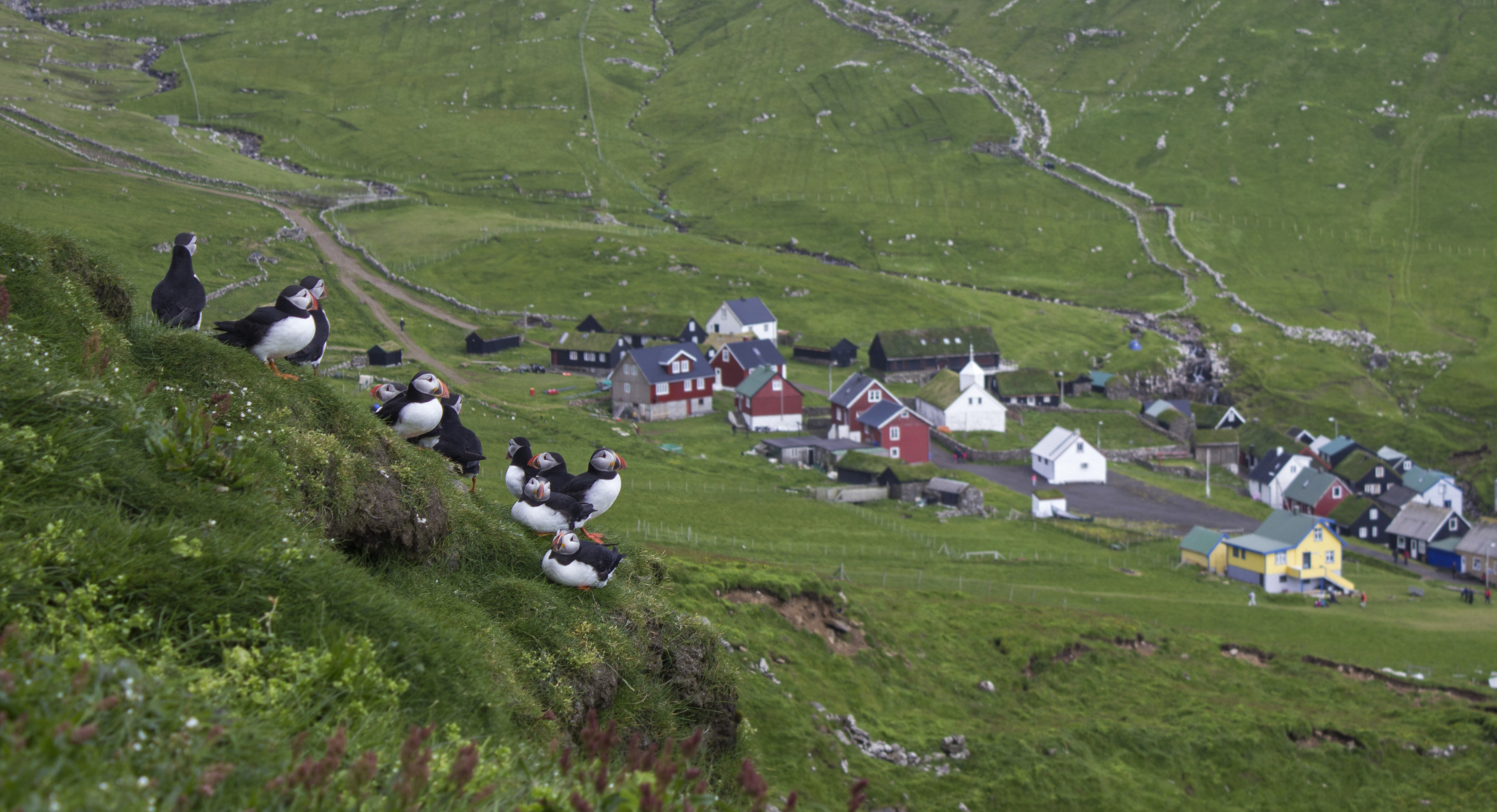
Macareux sur l'île de Mykines

Mykines est du fait de sa grande richesse en oiseaux de mer connue par les ornithologues du monde entier. Les locaux ont conservé la tradition de la chasse aux oiseaux. Dans le passé, cette activité a pu causer la mort de certaines personnes en raison des falaises abruptes.
Sur les rochers s'égrenant le long de la côte, on peut apercevoir des colonies de cormorans, les couches de tuff érodées représentant de parfaites places pour la reproduction des guillemots de Troïl et des petits pingouins. Les tertres d'herbe coiffant les rochers accueillent des milliers de macareux dont les déjections constituent un formidable engrais.
Le fou de Bassan, le Roi des oiseaux féroïens, ne vient qu'à Mykines, pour être exact sur l'îlot de Mykineshólmur. On raconte que lorsqu'un fou de Bassan se rend sur une autre île de l'archipel, il devient mourant. Les fous de Bassan arrivent en principe le 25 janvier sur l'îlot et y demeurent jusqu'au 11 novembre, c'est-à-dire lorsque les oisillons deviennent capables de voler. Dans la première moitié de l'hiver, ils ont disparu.

## Films
- Leif Hjortshøj (Prod.): På Færøerne. tilrettelæggelse Søren Ryge Petersen. - Søborg: Danmarks Radio, DR-Video, 1991. (3 VHS; la 3e concerne essentiellement. Mykines et la chasse aux oiseaux)

## Littérature
- Erich Wustmann: Paradies der Vögel, Neumann-Verlag, 1949